# Santa María de los Dolores (título cardenalicio)
Santa María de los Dolores es un título cardenalicio de la Iglesia católica. Fue instituido por el papa Francisco en 2015.

## Titulares
- Francis Xavier Kriengsak Kovithavanij (14 de febrero de 2015)